# Nestore Corradi
Nestore Corradi (Urbino, 1811 – New York, 21 aprile 1891) è stato uno scultore, miniaturista e scenografo italiano che ha lavorato in Italia, Cuba, Cile, Perù e Stati Uniti d'America.

## La famiglia di origine
Nestore Corradi proveniva da una famiglia di nobiltà cittadina (i Corradi erano stati aggregati al Secondo Ceto Nobile di Urbino nel 1749) che alla fine del Settecento aveva aderito al governo napoleonico: un suo zio (Giovan Battista Corradi) era stato deputato della città di Urbino nel 1797.
Questo coinvolgimento della famiglia determinò gravi conseguenze economiche e sociali per i suoi membri all'indomani della Restaurazione Pontificia.

## Biografia
Nacque a Urbino nel 1811 dal nobile Filippo e dalla contessa Vittoria Peroli, vivendo la sua giovinezza nei tumultuosi anni che prepararono l'Unità d'Italia.
Fin dalla sua giovinezza Nestore Corradi compose sonetti e fu un buon pittore e miniaturista esponendo le sue opere in numerose mostre in Italia e all'estero tra il 1825 ed il 1835. Come pittore lavorò quale scenografo, insieme a sua sorella Clorinda Corradi, in molti teatri italiani.
Nestore e sua sorella, Clorinda Corradi (una delle cantanti favorite di Rossini, che successivamente si stabilì a Santiago del Cile dove insegnò musica e cantò per oltre 30 anni introducendo il bel canto in Cile) si trasferirono nel 1835, in un primo momento, a L'Avana (Cuba), quindi a New Orleans nel 1837, a Lima nel 1840 e successivamente nel 1844 a Santiago del Cile.
Il 7 ottobre 1835 Nestore salpò da Livorno con tutta la Compagnia Lirica a bordo del piroscafo "Il Coccodrillo" per arrivare a L'Avana il 17 dicembre 1835. A bordo del piroscafo c'era anche lo scienziato italiano Antonio Meucci, che aveva lavorato al Teatro della Pergola di Firenze come scenografo insieme a Nestore e che ne era divenuto amico. I due lavorarono insieme per quasi due anni nel più grande teatro delle Americhe allora esistente: il Tacon di L'Avana.
Nestore ricopriva il compito di scenografo e cantante nella compagnia di canto ("Compagnia Lirica") diretta dal marito di sua sorella Clorinda, Raffaele Pantanelli. Questa celebre compagnia metteva in scena opere di Donizetti, Rossini, Bellini e Verdi assoldata dai ricchi imprenditori del centro e sud America. La compagnia ebbe un grande successo, consentendo ai Corradi di adunare grandi ricchezze. Ma poi avendo Raffaele Pantanelli esposti tutti i capitali per un'impresa rischiosa con una società francese, per fallimento di questa persero quasi ogni cosa. 
In Cile Nestore riprese la sua attività di ritrattista e miniaturista per committenti privati, con poca fortuna. Nel 1848 e nel 1849 fu tra coloro che accorsero in California durante la corsa all'oro. Raccolse una discreta ricchezza dal commercio minerario, e tornò in Cile per un breve periodo di tempo, deciso a ritornare nella natia Urbino in Italia passando per New York.
Nestore quindi lasciò il Cile, ma si stabilì a New York nel 1852, inizialmente a casa del suo amico Antonio Meucci, che da tempo risiedeva a New York, nella stessa casa dove aveva vissuto anche Giuseppe Garibaldi, sempre con la volontà di rientrare a breve in Italia. 
Negli ambienti della musica, conobbe una giovane vedova di un professore di musica italiano e iniziò una relazione sentimentale che lo avrebbe trattenuto a New York per il resto della sua vita.
Era ancora un buon pittore, un miniaturista ed un valente scultore, e riprese con poco successo questa attività. Alcune sue opere sono presenti in collezioni pubbliche e private negli Stati Uniti e in Italia.
Se nella prima metà dell'Ottocento poche migliaia di Italiani erano arrivati negli Stati Uniti, dopo l'unità d'Italia, il flusso di emigranti si decuplicò, e Nestore cominciò ad occuparsi delle loro condizioni.
A New York Nestore fondò nel 1863 la prima società italiana di mutuo soccorso degli Stati Uniti d'America, la "Unione e Fratellanza", di cui divenne il primo presidente. Militò inoltre nel partito repubblicano seguendo da vicino le vicende politiche italiane da New York. L'amicizia con Antonio Meucci, conosciuto al Teatro della Pergola a Firenze e con il quale condivise il viaggio dall'Italia a L'Avana nel 1835, lo portò a partecipare da protagonista alla vita culturale e politica della comunità italiana di New York della seconda metà del XIX secolo frequentando Pietro Maroncelli, Paolo Bovi, Quirico Filopanti, Giuseppe Garibaldi, Giuseppe Avezzana, ed altri esuli italiani. Era inoltre membro della Massoneria. Insieme ad Avezzana, Corradi fece parte del Comitato Centrale per l'America del Partito d'Azione (Repubblicano).
All'indomani della invenzione del telefono da parte di Meucci, a Nestore fu richiesto di illustrare graficamente tale invenzione. Questo disegno realizzato dal Corradi nel 1858 per Meucci ha rappresentato la prova principale dell'invenzione del telefono ad opera dello scienziato italiano nel corso delle note vicende giudiziarie per stabilire la paternità dell'invenzione del telefono che si protrassero per decenni. Questo disegno è stato di recente stampato su di un francobollo emesso dalle Poste Italiane per onorare l'invenzione del telefono ad opera di Meucci.
Nestore si sposò intorno al 1853 con una tal Mary Dessac, di famiglia americana del Maryland con origini franco-inglesi, e visse con la famiglia a Manhattan, dopo essersi naturalizzato cittadino americano nel 1871, fino alla morte nel 1891. Mary Dessac era vedova del celebre professore di musica operante a New York, Anselmo Berti, amico di Lorenzo da Ponte e da cui aveva avuto intorno al 1840, due figli Olimpia e Candido Berti. Nestore non ha avuto discendenza diretta. Imponenti furono i suoi funerali, come testimoniato dagli articoli del quotidiano italiano di New York ("Il progresso italo-americano") ai quali partecipò l'intera comunità nazionale di New York ed i rappresentanti del Consolato Italiano, della Massoneria, della stampa e di tutte le Società di Mutuo Soccorso. È sepolto nel cimitero di Green-Wood a New York.
Una biografia pubblicata l'anno dopo la sua morte su un libro sui personaggi illustri di New York definiva Nestore one of the most liberal Italians in the United States.